# Сое (Орава)
Сое (ест. Soe) — село в Естонії, входить до складу волості Орава, повіту Пилвамаа.